# Ambliopía
La ambliopía (del griego ἀμβλύς [amblýs], ‘débil’, y ὄψ [ops], ‘ojo’) es una disminución de la agudeza visual sin que exista ninguna lesión orgánica que la justifique. Puede existir algún defecto en el ojo (por ejemplo, una miopía), pero este no justifica la pérdida de visión. Generalmente la afectación es unilateral y se produce como consecuencia de falta de estimulación visual adecuada durante el período crítico de desarrollo visual, lo que afecta a los mecanismos neuronales encargados de la visión. Está presente en un 4 por ciento de la población.
Es posible que la ambliopía afecte a ambos ojos, si ambos han sufrido un periodo largo de privación visual. Ello puede ocurrir cuando existe catarata congénita que afecte a ambos ojos (opacidad del cristalino presente en el nacimiento que impide la visión). Si se realiza una intervención quirúrgica temprana para eliminar la catarata, el niño podrá alcanzar una buena visión, pero si la intervención es tardía, después de que transcurra el periodo madurativo de desarrollo visual, la cirugía de la catarata no servirá para mejorar la capacidad visual, pues el cerebro no es capaz de procesar los estímulos visuales, por lo que el déficit de visión sería en este último ejemplo imposible de corregir.
En la mayoría de los casos existe un defecto de refracción (miopía, astigmatismo o hipermetropía) asimétrico que no ha sido detectado o corregido en la niñez. Cuando la diferencia de capacidad visual entre ambos ojos es importante, el niño utiliza únicamente el ojo de mayor capacidad, mientras que el contrario acaba por quedar anulado funcionalmente, aunque su estructura física permanezca intacta.
El tratamiento más común consiste en realizar la oclusión durante períodos controlados del ojo que tiene buena visión, para estimular las vías neuronales del ojo afectado.

## Etiología
Entre las causas de ambliopía se encuentran:
- Estrabismo. En esta enfermedad, la fóvea de un ojo es estimulada por una imagen, y la del otro ojo por una imagen distinta, y se producen, por ello, mecanismos adaptativos que llevan a la supresión de la imagen del ojo desviado, y la consiguiente ambliopía de ese ojo, debido a la interacción binocular anormal.
- Privación. Al privarse al cerebro de la visión nítida de las formas, este «elige» el ojo a través del cual recibe las imágenes más claras, y suprime aquellas que provienen del ojo afectado. Esto ocurre en casos de alteración de la transparencia de los medios oculares (como, por ejemplo, cataratas, opacificaciones corneales y hemorragias en el vítreo).
- Ametropía, es decir, la presencia de un vicio refractivo en ambos ojos. La ambliopía es más frecuente en las hipermetropías altas (mayores a +4,0 dioptrías) o en astigmatismos mayores a 3 dioptrías.
- Anisometropía. Cuando el vicio refractivo está presente en un solo ojo o en ambos, pero de diferente magnitud, si no se corrige adecuadamente con anteojos, se producirá ambliopía del ojo que presenta la ametropía mayor, ya que el cerebro preferirá el ojo sano.

## Diagnóstico
Lo efectúa el médico oftalmólogo con la ayuda de un óptico-optometrista con estudios en entrenamiento visual mediante un examen completo de la visión. Es importante hacer este examen en los niños lo más pronto posible, preferentemente antes de los seis años de edad. Lo fundamental es comprobar la agudeza visual de ambos ojos y establecer la causa de la ambliopía.
Los servicios sanitarios de atención primaria tienen protocolos de manejo y detección precoz de las anomalías visuales en niños que deberían ser capaces de detectar la ambliopía en fases precoces que permitan abordar un tratamiento eficaz en el menor plazo posible.
Niños de uno y dos años
El diagnóstico temprano en niños menores de uno a dos años, una vez descartado cualquier problema refractivo, se realiza mediante:
- la correcta fijación de cada ojo mediante la prueba de Bruckner;
- la respuesta correcta de refijación por medio el uso del biprisma de Gracis;
- la observación de la correcta fijación de cada ojo mediante el empleo de pequeños objetos puestos en la mano del examinador; por ejemplo, pequeños pedacitos de papel y el seguimiento puntual de objetos pequeños que se le enseñan al infante;
- el prueba de preferencia visual de Teller;
- el prueba de dominancia ocular, que consiste en ocluir un ojo y verificar si no se inquieta el pequeño debido a que no ve bien con el ojo desocluido.

Niños de más de dos años
Después de los 2 años de edad es necesario, además de lo anterior, el empleo de:
- 1) una cartilla de Lang, para observar si tiene estereopsia;
- 2) una cartilla transparente de Gracis, para observar cómo fija cada uno de los dibujos infantiles que se presentan cada vez de menor tamaño.

Niños de más de tres años
Después de los 3 años y hasta los 4 de edad, aparte de lo anterior es posible, en niños cooperadores, determinar la agudeza visual por medio de:
- 1) la prueba de Lea para la visión de objetos cercanos;
- 2) los optotipos, para la visión de objetos lejanos.

Niños de más de cinco años
Después de los 5 años es posible, en chicos cooperadores, la determinación de la agudeza visual con los procedimientos mencionados e intentar la identificación de letras mediante el test de Snellen.
Para la determinación de la agudeza visual y del fenómeno del «apelotonamiento visual» en niños con ambliopía estrábica, es conveniente determinar la profundidad de este fenómeno mediante el empleo del test de Landolt.

## Tratamiento
El tratamiento se basa en tres pilares fundamentales:
- determinar la causa del problema;
- corregirla con los medios necesarios; por ejemplo, el uso de gafas, si existe alguna anomalía de refracción;
- realizar la oclusión del ojo que tiene buena visión para estimular las vías neuronales del ojo afectado.

Los niños deberán ser controlados periódicamente, con la frecuencia necesaria, hasta los doce años de edad. La colaboración de sus padres es básica, ya que gran parte del éxito del tratamiento depende de su dedicación. La recuperación es más rápida si son sometidos a un programa de estimulación temprana.
El diagnóstico temprano es prioritario y debe ser realizado por el especialista en entrenamiento visual. En la detección del trastorno deben colaborar los padres, profesores y optómetras.
El tratamiento debe iniciar lo más pronto posible, preferentemente desde el momento que se detecta y es necesario realizar un control desde el momento en que nacen los niños, evaluando objetivamente (sin participación del paciente).
El correcto empleo de parches ortópticos deberá hacerlo solo un especialista capacitado para ello, debido a que cada paciente deberá llevar un estricto control y un esquema personalizado de revisiones periódicas por parte del especialista. El mal empleo de parches ortópticos puede ocasionar el empeoramiento de la condición original.
El tratamiento no debe abandonarse antes de los 10 años de edad, por el riesgo de regresión.
Los padres de los niños podrán dejar de asistir a las terapias visuales solo hasta que el especialista los dé de alta, con un reforzamiento con una frecuencia acordada con el especialista.
El tratamiento en la edad adulta había sido descartado basándose en la idea del "periodo crítico", a saber: nuestro sistema visual pierde su plasticidad y su capacidad para cambiar después de cierta edad, que se sitúa entre los 8 y los 10 años. (David Hunter Hubel y Torsten Wiesel). No obstante, trabajos realizados por Zhong-Lin Lu en la Universidad del Sur de California (University of Southern California) están consiguiendo resultados positivos entrenando el "ojo vago" de personas adultas con estímulos visuales. El experimento consistió en proyectar en un ordenador diferentes estímulos visuales, que los participantes veían primero con un ojo y después con el otro. Tras ocho semanas de entrenamiento, la mejoría del "ojo vago" ya era evidente.